# Brodła
Brodła is een plaats in het Poolse district Chrzanowski, woiwodschap Klein-Polen. Het ligt ongeveer 7 kilometer ten oosten van Alwernia, 18 km ten zuidoosten van Chrzanów en 25 km ten westen van de regionale hoofdstad Krakau. De plaats maakt deel uit van de gemeente Alwernia en telt 1005 inwoners.